# روبرت آرثر (كاتب)
روبرت آرثر (بالإنجليزية: Robert Arthur)‏ هو منتج أفلام وكاتب سيناريو أمريكي، ولد في 1 نوفمبر 1909 في نيويورك في الولايات المتحدة، وتوفي في 28 أكتوبر 1986 في لوس أنجلوس في الولايات المتحدة.

## وصلات خارجية
- روبرت آرثر على موقع IMDb (الإنجليزية)
- روبرت آرثر على موقع ألو سيني (الفرنسية)
- روبرت آرثر على موقع ألو سيني (الفرنسية)
- روبرت آرثر على موقع أول موفي (الإنجليزية)
- روبرت آرثر على موقع قاعدة بيانات الأفلام السويدية (السويدية)
- روبرت آرثر على موقع قاعدة بيانات الفيلم (الإنجليزية)
- روبرت آرثر على موقع كينوبويسك (الروسية)